# Santiago Ormeño
Santiago Gabriel Ormeño Zayas (Cidade do México - 4 de fevereiro de 1994) é um jogador de futebol profissional que joga como atacante na Liga MX do León. Nascido no México, ele representa a seleção peruana.

## Vida pessoal
É neto do jogador peruano Walter Ormeño, que representou a seleção peruana nas décadas de 40 e 50. Ele tem dupla cidadania do México e do Peru.
| time nacional | Ano   | Apps | Metas |
| ------------- | ----- | ---- | ----- |
| Peru          | 2021  | 4    | 0     |
| Total         | Total | 4    | 0     |